# Avima quadrata
Avima quadrata is een hooiwagen uit de familie Agoristenidae.